# Aleiodes shawi
Aleiodes shawi är en stekelart som beskrevs av Fortier 2007. Aleiodes shawi ingår i släktet Aleiodes och familjen bracksteklar. Inga underarter finns listade i Catalogue of Life.